# Carcharhinus isodon
Carcharhinus isodon е вид хрущялна риба от семейство Сиви акули (Carcharhinidae).

## Разпространение
Видът е разпространен в Бразилия (Парана, Санта Катарина и Сао Пауло), Гвиана, САЩ (Алабама, Джорджия, Мисисипи, Северна Каролина, Тексас, Флорида и Южна Каролина) и Тринидад и Тобаго.